# Медаль «30 лет Победы над милитаристской Японией»
Медаль «30 лет победы над милитаристской Японией» (монг. Милитарист Японыг ялсны 30 жилийн ойд) — памятная медаль, учреждённая правительством МНР в честь победы над Японией во Второй мировой войне.
Медаль была учреждена 25 августа 1975 год Указом Президиума Великого Народного Хурала Монгольской Народной Республики

## Статус
Медалью награждались воины Монгольской Народной армии и Советской Армии, пограничных войск МНР, принимавшие непосредственное участие в боевых действиях против милитаристской Японии в 1945 году, а также граждане МНР, способствовавшие своим трудом победе над японским агрессором. Медаль вручалась также лицам, ранее награждённым медалью Бид ялав.

## Описание знака
Медаль и колодка изготовлены из жёлтого сплава и позолочены.
Аверс медали представляет собой выпуклую восьмиконечную звезду, поверхность которой выполнена в виде расходящихся лучей. В центре медали выпуклый круг, покрытый голубой эмалью, на котором изображены танк, а рядом с ним всадник с поднятой над головой саблей в правой руке. Над танком и всадником летят два самолёта, а над самолётами даты: 1945—1975.
В нижней части круга расположены (вправо и влево) ветки лавра, покрытые зелёной эмалью.
В нижней части медали расположен выпуклый щит, частично заходящий на круг, на котором изображена цифра XXX, покрытая красной эмалью.
Реверс медали плоский, на нём выпуклая надпись в четыре строки: милитарист японыг ялсны 30 жилийн ойд (30 лет победы над милитаристской Японией). Медаль с помощью ушка и кольца соединяется с пятиугольной колодкой, покрытой голубой эмалью. На колодке изображены две красные пятиугольные звезды. Звезда слева эмблема Монгольской Народной Армии, звезда справа — эмблема Советской Армии. Колодка имеет специальную булавку для прикрепления медали к одежде.

## Лента медали
(Размеры полос даны в мм. Сокращения: К — красный, Ж — жёлтый, Г — голубой.)
Ширина полос на ленте
3-2-14-2-3
Цвета полос слева направо
Ж-К-Г-К-Ж